# Ligne 161D (Infrabel)
Pour les articles homonymes, voir Ligne 161.
La Ligne 161D est un tronçon à double voie, long de 4,4 km, reliant Ottignies à la gare de Louvain-la-Neuve. Conçue pour desservir la ville nouvelle de Louvain-la-Neuve, cette ligne a été ouverte au trafic le 2 septembre 1975 et électrifiée peu après, le 15 septembre de la même année. La vitesse y est limitée à 90 km/h. La ligne comporte un tunnel de 875 mètres de long (tunnel du Biéreau).

## Projets
Dans le cadre du Réseau express régional bruxellois (RER), cette ligne deviendra le prolongement de la ligne 161A, qui est le numéro attribué par le gestionnaire de l'infrastructure Infrabel aux deux voies complémentaires qui doivent dédoubler la ligne 161 (Bruxelles - Namur) entre la capitale belge, Ottignies et la bifurcation vers Louvain-la-Neuve d'ici 2015.

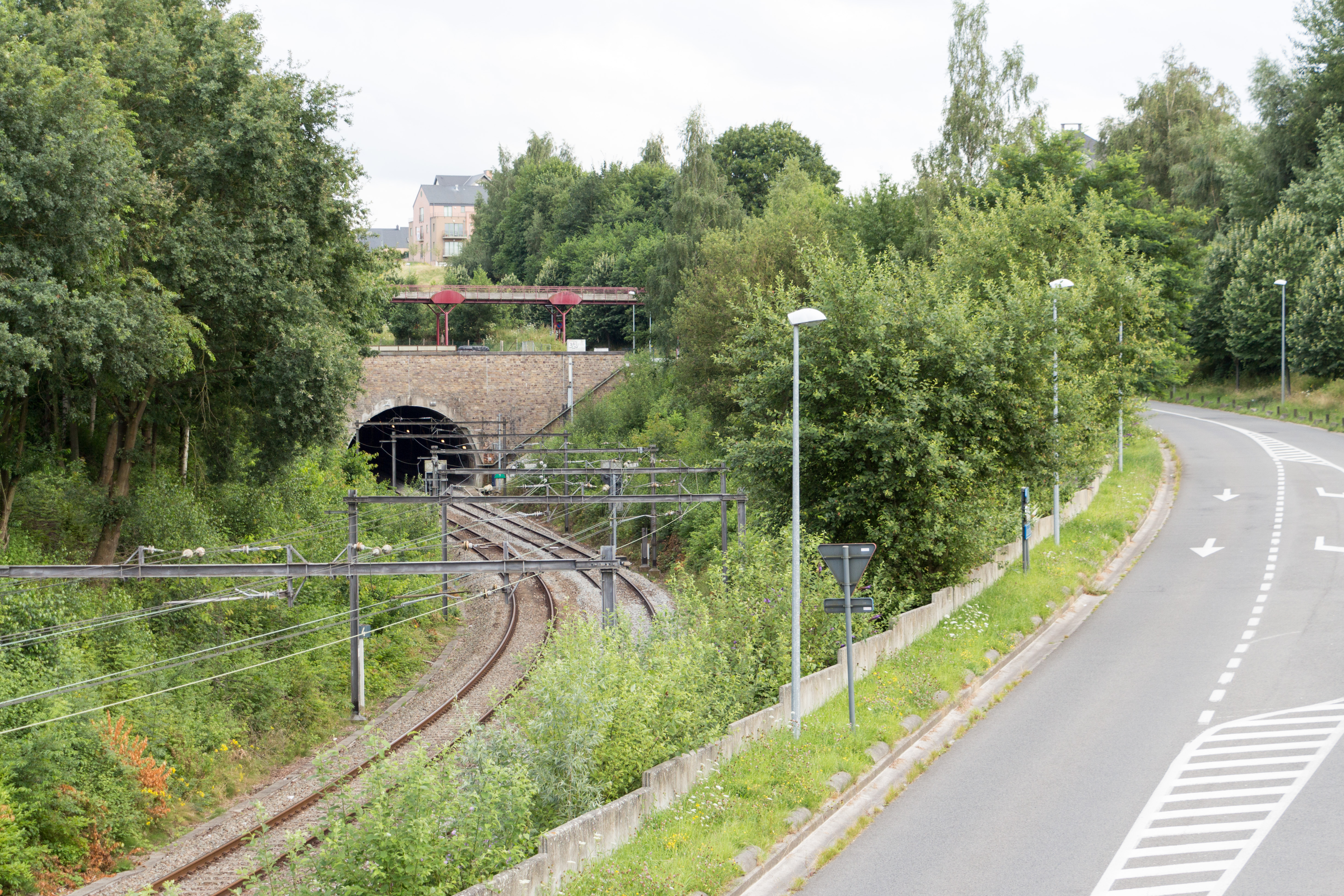
Tunnel du Biéreau

Il n'y aura pas de travaux de génie civil car la ville devrait accueillir uniquement des lignes RER et non plus des omnibus dont le terminus se fera a Ottignies. Les voies seront rénovées, l'élargissement des voies dans le tunnel du Biéreau sera impossible ainsi qu'à la gare actuelle par suite du manque de place. La ligne devait normalement être rallongée vers une arrière gare, ou vers Wavre mais le projet ne semble plus d'actualité.[réf. souhaitée]